# クラスノヤルスク鉄道支社
クラスノヤルスク鉄道支社（ロシア語: Красноярская железная дорога）は、ロシア鉄道公開株式会社の支社（Филиал ОАО «РЖД»）の一つであり、1936年に創設された。ケメロヴォ州、クラスノヤルスク地方、ハカス共和国、イルクーツク州のロシア鉄道線を管轄する。

## 概要
シベリア鉄道のノヴォシビルスク - クラスノヤルスク間は1898年に、クラスノヤルスク - イルクーツク間は当時アジア最長であったエニセイ川の鉄橋が開通後の翌1899年に開通した。

## 歴史
1904年1月から1905年10月にかけての日露戦争においてはシベリア鉄道は軍事的に極めて重要な役割を果たした。1926年にはアチンスク - アバカン間の鉄道が建設され、 1949年にはノヴォクズネツク - アバカン間の建設が開始された。1960年代にはアチンスク - レソシビルスク間、クラスナヤ・ソプカ - キヤ・シャルトゥイリ間などが建設された。
1965年にはアバカン・タイシェト鉄道の支線であるウヤル - サヤン間の支線が完成し、1970年代にはレソトゥイ - カラブラ間の鉄道が建設された。
クラスノヤルスク鉄道局は1936年に設立されたが、1961年には東シベリア鉄道局に編入された。その後、1979年に再度復活した。

## 路線
- シベリア鉄道：マリインスク駅 - クラスノヤルスク駅 - ユールトゥイ駅
- アバカン・タイシェト鉄道：カライ駅 - タイシェト駅

## 参照
1. ↑  Стабильный путь Номер газетыГудо от 29.12.2009
2. ↑  Без отделений Номер газеты "Гудок" от 01.07.2010